# ミエノのタタキ!ヒトミ添え
ミエノのタタキ!ヒトミ添え（ミエノのタタキ!ヒトミそえ）は、ラジオ大阪の1314 V-STATION枠で2005年10月に放送を開始したラジオ番組シリーズである。このシリーズは、『ミエノのタタキ!ヒトミ添え』、『ミエノのタタキ!ヒトミ添えおかわり』、『ミエノのタタキ!ヒトミ添えおかわり∞（無限大）』として放送された。

## 出演者・スタッフ
- パーソナリティ － 三重野瞳
- ゲスト － OL みちる
- プロデューサー － 横山光則
- ディレクター － 天野孝之

## 番組のコーナー
- 〇〇ベスト10（「〇〇」は毎回のテーマが入る。）
- Non Non ジャポン
- 安倍さん何してんの?
- 恋のさしすせそ
- ふつおた

## 番組の歴史
- 『ミエノのタタキ!ヒトミ添え』
  - TBSラジオ
土曜日 26時 - 26時30分 - 2005年10月1日 - 2006年1月7日
  - ラジオ大阪
金曜日 24時 - 24時30分 - 2005年10月7日 - 2006年3月31日
- 『ミエノのタタキ!ヒトミ添えおかわり』
  - ラジオ大阪
土曜日 24時30分 - 25時 - 2006年4月7日 - 7月1日
- 『ミエノのタタキ!ヒトミ添えおかわり∞』
  - ラジオ大阪
月曜日 24時30分 - 25時 - 2006年10月9日 - 12月25日
日曜日 22時 - 22時30分 - 2007年1月7日 - 4月1日
木曜日 24時 - 24時30分 - 2007年4月5日 - 9月26日
水曜日 23時30分 - 23時55分 - 2007年10月3日 - 2008年3月26日
日曜日 24時 - 24時30分 - 2008年4月6日 - 9月28日